# Mojeek
Mojeek – brytyjska wyszukiwarka internetowa, reklamująca się swoim naciskiem na prywatność i niezależnością od innych indeksów wyszukiwania. Firma Mojeek samodzielnie buduje swój indeks za pomocą robotów indeksujących, co odróżnia ją od wyszukiwarek, które opierają się na wynikach wyszukiwania stron trzecich, takich jak Google czy Bing. W przeciwieństwie do wielu popularnych wyszukiwarek, Mojeek nie śledzi, nie profiluje ani nie personalizuje wyników wyszukiwania, zapewniając swoim użytkownikom obiektywne i przejrzyste wyszukiwanie.

## Historia
Wyszukiwarka Mojeek powstała w 2004 roku jako osobisty projekt Marca Smitha w Sussex Innovation Centre. Technologia wyszukiwania została stworzona od podstaw, głównie przy użyciu języka programowania C, a przez większość jej początków serwery znajdowały się w sypialni Smitha.
W 2006 r. Mojeek jako pierwsza z wyszukiwarek, wprowadziła politykę prywatności zapewniającą brak śledzenia użytkowników. Polityka ta obowiązuje do dziś.
Po otrzymaniu inwestycji, w 2009 roku Mojeek został oficjalnie zarejestrowany jako spółka z ograniczoną odpowiedzialnością.
Od 2013 roku serwery Mojeeka są obsługiwane z centrów danych Custodian w Maidstone, które reklamuje się jako „jedno z najbardziej ekologicznych centrów danych w Wielkiej Brytanii”.
15 kwietnia 2015 r. w programie World Global Show stacji BBC oraz w Radio 5 Live rozmawiano ze Smithem na temat wyszukiwarki Mojeek i decyzji UE o złożeniu skargi na firmę Google w związku z domniemanymi praktykami antykonkurencyjnymi.
W 2017 roku, we współpracy z EMRAYS Technologies, Mojeek uruchomił wersję demonstracyjną wyszukiwania opartego na emocjach, które umożliwia użytkownikom wyszukiwanie stron o określonej treści emocjonalnej.
W maju 2019 r. indeks Mojeeka zawierał ponad 2,3 miliarda stron internetowych, a do kwietnia 2020 r. liczba ta wzrosła do ponad 3 miliardów. W czerwcu 2021 r. Mojeek indeksował 4 miliardy stron, a w marcu 2022 r. – 5 miliardów stron. W październiku 2022 r. osiągnięto poziom 6 miliardów stron .
Od połowy 2023 r. wyszukiwarka Kagi wymienia Mojeek jako jedno ze źródeł swoich wyników.

## Funkcjonalność
Mojeek to oparta na robotach indeksujących wyszukiwarka, która zapewnia niezależne wyniki wyszukiwania, korzystając z własnego indeksu stron internetowych, zamiast korzystać z wyników z innych wyszukiwarek. Wyświetla on również znacznie więcej pojedynczych wpisów w wynikach wyszukiwania niż Google czy Bing.
Funkcja Focus pozwala na dostosowanie wyników wyszukiwania. Można ustawić z jakich stron mają pojawiać się wyniki, jakich stron nie pokazywać i tworzyć różne profile wyszukiwania do określonych potrzeb.